# Luisella Boni
Luisella Boni, nome d'arte di Luisa Angela Bozzo (Como, 24 luglio 1935), è un'attrice italiana attiva al teatro, al cinema e in televisione. La sua carriera si è sviluppata a partire dagli anni cinquanta. Ha debuttato nel cinema nel 1953 recitando in Frine, cortigiana d'Oriente.
Talvolta è stata accreditata con gli pseudonimi di Brigitte Corey o Luisa Boni.

## Biografia
Ha interpretato numerosi film - spesso di sapore esotico o di genere peplum - e sceneggiati televisivi, fra cui, nel 1957, Orgoglio e pregiudizio, riduzione dall'omonimo romanzo di Jane Austen.
La sua filmografia include, fra gli altri film, Il conquistatore di Maracaibo, Tempi nostri, La regina delle piramidi e Le diciottenni.
Sporadica è stata la sua attività in teatro, pur avendo lavorato con il grande attore Memo Benassi. La si ricorda nel ruolo di Zerbinetta nel molieriano Le furberie di Scapino, accanto a Vittorio Congia, Sergio Ciulli, Paolo Falace e Sandro Damiani per la regia di Roberto Marcucci, andato in scena a metà degli anni settanta.
Nota anche per diverse partecipazioni a sceneggiati televisivi molto seguiti.
Era moglie del regista e sceneggiatore Daniele D'Anza.

## Filmografia

Luciano Alberici, Luisella Boni e Mario Ferrari durante le prove di Pane altrui nel 1956

### Cinema
- Frine, cortigiana d'Oriente, regia di Mario Bonnard (1953)
- Canzoni, canzoni, canzoni, regia di Domenico Paolella (1953)
- Fanciulle di lusso, regia di Bernard Vorhaus (1953)
- L'amore in città, registi vari (1953)
- Il tesoro del Bengala, regia di Gianni Vernuccio (1953) – come Luisa Boni
- L'orfana del ghetto, regia di Carlo Campogalliani (1954)
- Tempi nostri - Zibaldone n. 2, regia di Alessandro Blasetti, episodio Scena all'aperto (1954)
- Papà Pacifico, regia di Guido Brignone (1954)
- Le diciottenni, regia di Mario Mattoli (1955)
- Il piccolo vetraio, regia di Giorgio Capitani (1955)
- La regina delle piramidi (Land of the Pharaohs), regia di Howard Hawks (1955) – come Luisa Boni
- Nanà (Nanà), regia di Christian-Jaque (1955)
- La trovatella di Milano, regia di Giorgio Capitani (1956)
- L'angelo delle Alpi, regia di Carlo Campogalliani (1957)
- Il bandito di Sierra Morena (Amanecer en puerta oscura), regia di José María Forqué (1957)
- Le belle dell'aria, regia di Mario Costa e Eduardo Manzanos Brochero (1957)
- Sergente d'ispezione, regia di Roberto Savarese (1958)
- Un amore senza fine, regia di Luis Knaut e Mario Terribile (1958)
- Tabarin, regia di Richard Pottier (1958)
- I Reali di Francia, regia di Mario Costa (1959)
- Il cavaliere del castello maledetto, regia di Mario Costa (1959)
- I mafiosi, regia di Roberto Mauri (1959)
- Avventura in città, regia di Roberto Savarese (1960)
- Fra' Manisco cerca guai..., regia di Armando William Tamburella (1961)
- Sansone, regia di Gianfranco Parolini (1961) – come Brigitte Corey (1961)
- Il conquistatore di Maracaibo, regia di Eugenio Martín (1961) – come Brigitte Corey
- Gefährliche Reise, regia di Hermann Kugelstadt (1961) – come Brigitte Corey
- Il giorno più corto, regia di Sergio Corbucci (1962)
- La sfida nella città dell'oro, regia di Alfredo Medori (1962) – come Brigitte Corey
- La furia di Ercole, regia di Gianfranco Parolini (1962) – come Brigitte Corey
- I rinnegati di Capitan Kidd, regia di Wolfgang Schleif e Roberto Bianchi Montero (1962)
- Lontano da dove, regia di Stefania Casini e Francesca Marciano (1983)
- Caterina va in città, regia di Paolo Virzì (2003)

### Televisione
- Orgoglio e pregiudizio, regia di Daniele D'Anza – miniserie TV (1957)
- Melissa, regia di Daniele D'Anza – miniserie TV (1966)
- Tutto Totò – serie TV, episodi 1x05-1x07 (1967)
- Non cantare, spara, regia di Daniele D'Anza – miniserie TV (1968)
- Giocando a golf una mattina, regia di Daniele D'Anza – miniserie TV (1969)
- Don Fumino – serie TV (1993)
- Il grande fuoco, regia di Fabrizio Costa – miniserie TV (1995)
- Un medico in famiglia – serie TV (1998)
- Pepe Carvalho – serie TV, episodio 1x01 (1999)
- Le ragazze di Miss Italia, regia di Dino Risi – film TV (2002)
- Questo amore, regia di Luca Manfredi – miniserie TV (2004)
- Un caso di coscienza – serie TV, episodio 5x05 (2013)

## Doppiatrici italiane
Luisella Boni è stata doppiata da:
- Fiorella Betti in Sansone, Il conquistatore di Maracaibo, La furia di Ercole
- Micaela Giustiniani in La regina delle piramidi
- Rita Savagnone in Fra' Manisco cerca guai...
- Maria Pia Di Meo in Il bandito di Sierra Morena

## Prosa televisiva Rai
- Pane altrui di Ivan Sergeevič Turgenev, regia di Tat'jana Pavlovna Pavlova, trasmessa il 22 giugno 1956.
- Enrico IV di Luigi Pirandello, regia di Claudio Fino, trasmessa il 10 agosto 1956.
- Delitto impossibile, regia di Sergio Velitti, trasmessa il 2 luglio 1967.
- Un grosso affare, regia di Daniele D'Anza, trasmessa il 30 giugno 1968.